# José Vicente García
José Vicente García Acosta (født 4. august 1972 i San Sebastián) er en spansk tidligere professionel landevejsrytter.